# Inducció electromagnètica
|  | No s'ha de confondre amb inducció magnètica. |

La inducció electromagnètica és la producció d'una diferència de potencial elèctric (o voltatge) a través d'un conductor situat dins d'un flux magnètic canviant.
Sostén gran part de l'ús, producció i distribució a gran escala de l'energia elèctrica.

## Descobriment
Els inicis de la inducció electromagnètica es remunten a l'any 1830 amb els treballs independents de Michael Faraday i Joseph Henry.
Generalment s'acredita a Michael Faraday el descobriment del fenomen de la inducció en el 1831 encara que podria haver sigut anticipat pel treball de Francesco Zantedeschi en 1829.
Faraday va trobar que la força electromotriu (FEM) produïda en un circuit tancat és proporcional a la variació de flux magnètic que travessi aquest circuit.

## Llei de Faraday
A la pràctica, la troballa anterior significa que un corrent elèctric serà induït en qualsevol conductor quan el flux magnètic canviï, o bé quan el conductor es mogui respecte a un flux magnètic constant.
D'altra banda, Heinrich Lenz va comprovar que el corrent degut a la FEM induïda sempre s'oposa al canvi de flux magnètic, en el que es coneix com a llei de Lenz, per tant és el responsable del signe negatiu en la següent equació.
La llei d'inducció de Faraday sobre la inducció electromagnètica diu que:
{\displaystyle {\mathcal {E}}=-{{d\Phi _{B}} \over dt}},
on:
{\displaystyle {\mathcal {E}}} és la força electromotriu (FEM) en volts
{\displaystyle {\Phi _{B}}} és el flux magnetic en webers
Pel cas especial d'un solenoide, comprés de N espires amb la mateixa àrea, l
{\displaystyle {\mathcal {E}}=-N{{d\Phi _{B}} \over dt}}
on:
{\displaystyle {\mathcal {E}}} és la força electromotriu (FEM) en volts
N és el nombre de espires del solenoide
{\displaystyle {\Phi _{B}}} és el flux magnètic en webers a través d'una sola espira.

## Autoinducció
L'autoinducció és la inducció electromagnètica produïda per l'oposició d'un conductor pel qual passa un corrent elèctric, a les variacions d'aquest corrent.
Un conductor travessat per un corrent elèctric genera un camp magnètic, la llei de Faraday indica que si el flux de camp magnètic que travessa el conductor o circuit varia al llarg del temps apareixerà un força electromotriu al circuit. Qualsevol variació del corrent produirà una variació del camp induït, que al seu torn produirà una tensió que s'oposarà a la variació del camp i, per tant, a la variació del corrent:
{\displaystyle {\mathcal {E}}=-L{\frac {di}{dt}}}

on {\displaystyle L\,} és el coeficient d'autoinducció del circuit o inductància d'aquest.

## Aplicacions
Els principis de la inducció electromagnètica s'apliquen en molts sistemes i dispositius, inclosos:
- Tancament per inducció
- Motor elèctric
- Generador elèctric
- Transformador
- Cuina d'inducció
- Soldadura d'inducció
- Inductor